# Erbium(III)-fluorid
Erbium(III)-fluorid ist eine anorganische chemische Verbindung des Erbiums aus der Gruppe der Fluoride.

## Gewinnung und Darstellung
Erbium(III)-fluorid kann durch Reaktion von Erbium mit Fluor gewonnen werden.
{\displaystyle \mathrm {2\ Er+3\ F_{2}\longrightarrow 2\ ErF_{3}} }
Alternativ ist auch die Herstellung durch Reaktion von Flusssäure mit Erbium(III)-chlorid oder Erbiumoxid oder Erbiumsulfid mit Fluorwasserstoff möglich.

## Eigenschaften
Erbium(III)-fluorid ist ein geruchloser rosa Feststoff, der unlöslich in Wasser ist. Er besitzt eine orthorhombische Kristallstruktur mit der Raumgruppe Pnma (Raumgruppen-Nr. 62). Oberhalb von 1117 °C oder bei hohem Druck findet eine Änderung der Kristallstruktur statt. Das Er3+-Ion zeigt eine effektive Lumineszenz im sichtbaren (blau, grün, rot) und im IR-Bereich (Telekommunikationsbereich 1,5 μm) des Spektrums. hat eine breite Bandlücke (>7 eV) und eine lange Reststrahlwellenlänge (>20 μm), was es zu einem vielversprechenden optischen Material macht, das vom tiefen Ultraviolett bis zum langwelligen Infrarot transparent ist. Die Infrarot-Grenzwellenlänge von Erbiumfluorid-haltigem Fluoridglas kann 21 μm erreichen, was bedeutet, dass es als infrarotdurchlässiges Material verwendet werden kann.

## Verwendung
Erbium(III)-fluorid wird wegen seiner starken Fluoreszenzeigenschaften im Infrarotbereich als Dotierungsmaterial (zum Beispiel in Fluoridgläsern) in optischen Verstärkern, Lasern und in der faseroptischen Kommunikation verwendet. Es wird auch als Zwischenprodukt zur Herstellung von Erbium verwendet.